# Yoshinobu Akao
Yoshinobu Akao (赤尾 佳宣 Akao Yoshinobu?,  nacido el 3 de octubre de 1975 en Yamanashi) es un exfutbolista japonés. Jugaba de centrocampista y su último club fue el Ventforet Kofu de Japón.

## Trayectoria

### Clubes
| Club           | País  | Año         |
| -------------- | ----- | ----------- |
| Ventforet Kofu | Japón | 1998 - 2000 |